# Hässleholmen

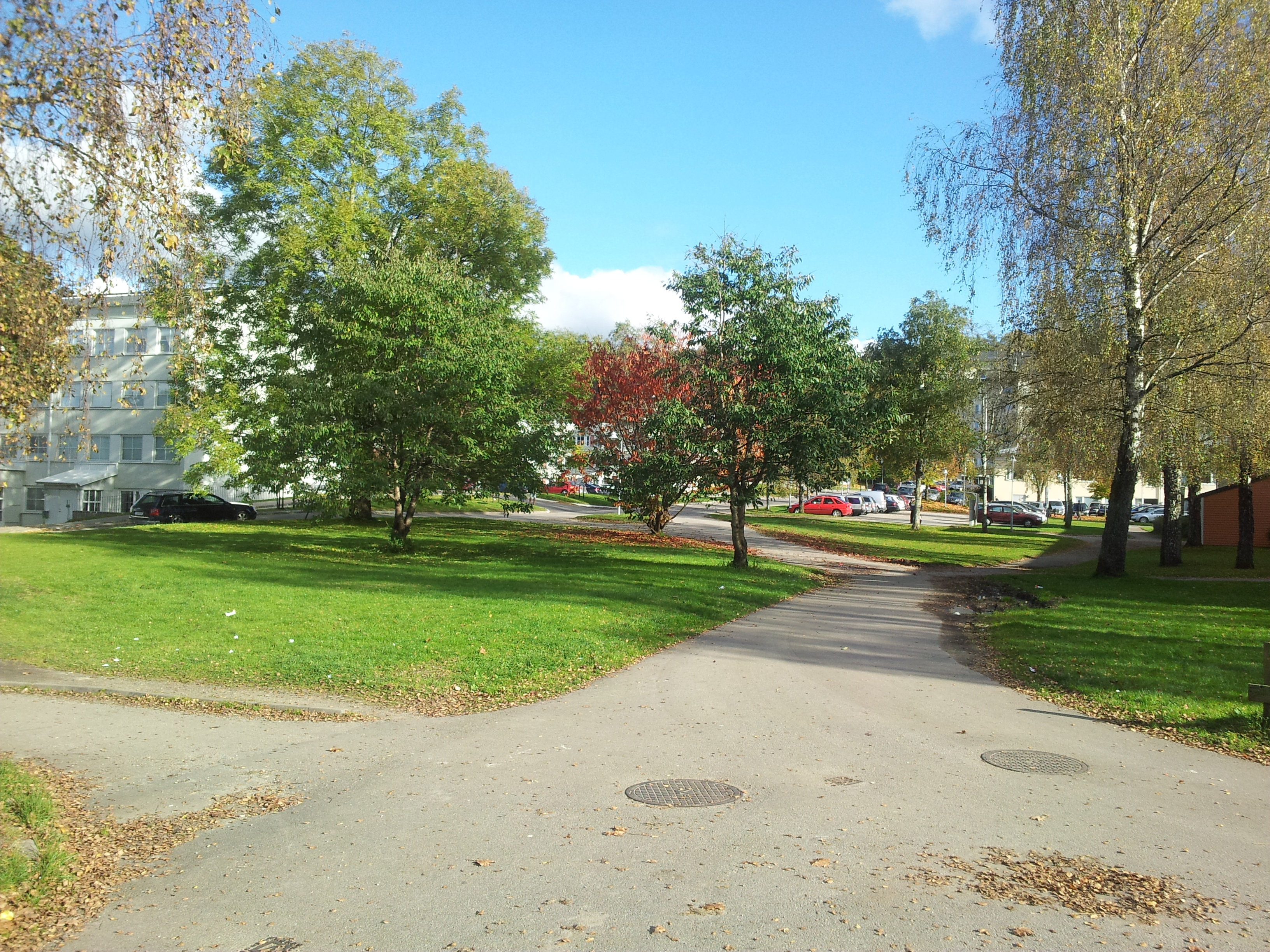
Hässleholmen hösten 2012

Hässleholmen är en stadsdel i östra delen av Borås.
Runt 1960-1970 blev Hässleholmen ett bostadsområde. De första husen byggdes 1966-1967. Hässleholmens kyrka uppfördes 1974. Fjärdingskolan är en av två grundskolor på Hässleholmen. Fjärdingskolan byggdes 1979.
Det bor cirka 7200 personer i stadsdelen. Det bor människor från 50 olika länder och det talas 80 språk.   Det finns en livsmedelsaffär som heter Superspar. Den öppnade hösten 2020.
Det finns många aktiviteter för barn. T.ex. många idrottsplaner, lekplatser och en fritidsgård.
Hässleholmen klassades 2008 av regeringen som ett utanförskapsområde och av polisen tillsammans med Hulta 2015 som ett riskområde och 2017 och 2019 som ett särskilt utsatt område. 
I Riksdagsvalet i Sverige 2018 var Socialdemokraterna största parti i Hässleholmen Västra och Östra med 61,3% respektive 69,7% av rösterna.